# Batagaj
Batagaj (rusky Батагай, jakutsky Баатаҕай) je sídlo městského typu v republice Sacha na Dálném východě v Rusku. Leží asi 4 800 km severovýchodovýchodně od hlavního města Moskvy (vzdušnou čarou) a 430 km od Severního ledového oceánu. Město leží na řece Jana a má přibližně 4 000 obyvatel.